# Pinterič
Pinterič je priimek več znanih Slovencev:
- Aleksandra Pinterič (*1976), pisateljica in učiteljica
- Alenka Pinterič (*1948), pevka zabavne glasbe
- Uroš Pinterič (*1980), politolog, univ. prof. (mdr. na Češkem)

Etimološko priimek Pinterič izhaja iz osnove pinter/pintar in pripone -ič. Osnova pinter izhaja iz nemškega Binder, ki označuje dejavnost sodarstva. Na podlagi logične zveze priimek pinterič zgodovinsko označuje poimenovanje po dejavnosti človeka (v tem primeru sodarstvu). Priponsko obrazilo -ič označuje sina. Na območju Nemčije je priimek izpričan že v 13. in 14. stol. kot Binder, Bender ali Pinder